# 单叶鞭叶蕨
单叶鞭叶蕨（学名：Cyrtomidictyum basipinnatum）为鳞毛蕨科鞭叶蕨属下的一个种。